# Завтра не умрёт никогда
«Завтра не умрёт никогда» (англ. Tomorrow Never Dies) — восемнадцатый  фильм бондианы (серии фильмов про агента 007 британской разведки Джеймса Бонда, героя романов Яна Флеминга), посвящённый памяти продюсера 16 фильмов о Джеймсе Бонде Альберта Брокколи.

## Сюжет
В прологе фильма британский флот и российские вооруженные силы проводят совместную операцию по уничтожению террористов где-то близ границы России. С помощью камер видеонаблюдения они видят различную военную технику, а также американского компьютерного гения Генри Гупту, который держит в руках украденное у ЦРУ шифровальное устройство. После этого они решают одной ракетой уничтожить террористов, но в последний момент замечают, что там находится советский самолёт с ядерными боеголовками, последствия взрыва которых будут мощнее, чем на ЧАЭС. Ракету уже нельзя уничтожить, так как она вне зоны досягаемости. Агент 007 Джеймс Бонд, находящийся на границе, расстреливает большую часть террористов, военную технику, и с трудом успевает угнать самолёт.
Фрегат её величества «Девоншир» курсирует в Южно-Китайском море. К нему подлетают два китайских МиГа и передают последнее предупреждение: покинуть территориальные воды Китая, в противном случае они откроют огонь. Командир корабля уверен в том, что он находится в международных водах, и сообщает, что нанесёт ответный удар. На самом деле корабль был сбит с курса Генри Гуптой с помощью того самого устройства. Недалеко от места событий курсировал «корабль-невидимка», принадлежащий медиамагнату Эллиоту Карверу и незаметный на любых радарах. Оттуда подручный Карвера, Стампер, запускает подводный бур, который топит британский корабль, а после уничтожают один из МиГов. Экипаж сообщает в Адмиралтейство, что их ликвидировали китайские МиГи, и покидает корабль. Они оказываются в воде в спасательных жилетах, где их с корабля расстреливает Стампер при помощи китайского оружия. На затонувший корабль проникают ныряльщики и похищают оттуда ядерную ракету.
В Лондоне все поражены, и не понимают, зачем китайцам война с Великобританией. Однако М и Бонд подозревают, что это провокация со стороны Карвера, так как новость о гибели британских моряков была напечатана в газете Карвера «Завтра» (англ. Tomorrow) ещё до официальной огласки правительства. Адмирал Роубак вводит флот, а М отправляет Бонда в Гамбург выяснить, причастен ли магнат к гибели корабля, а также постараться расспросить об этом жену Карвера, Пэрис, которая в прошлом была любовницей Бонда. Манипенни даёт Бонду пригласительный билет на открытие спутникового телевидения Карвера. Q снаряжает агента новой машиной BMW 750 и универсальным мобильным телефоном, куда встроен пульт управления автомобилем.
В центр Карвера Бонд прибывает в качестве банкира. Туда же прибывает Вей Лин — агент китайской разведки в качестве журналиста. Во время вечера Бонд находит Пэрис и разговаривает с ней. Их замечает Карвер и приказывает охране разобраться с «банкиром». Во время выступления Карвера в прямом эфире охранники избивают Бонда в комнате со звукопоглощающими стенами, чтобы никто не слышал его криков. Однако Бонд нейтрализует всех охранников и прерывает трансляцию, опозорив Карвера в прямом эфире.
Карвер понимает, что срыв его выступления — дело рук Бонда, и он просит Пэрис узнать, какие у него цели. Пэрис приходит в гостиничный номер Джеймса и рассказывает о том, что скучала по нему. У обоих вскипают прежние чувства, они занимаются любовью. Пэрис рассказывает также о секретной лаборатории её мужа. Бонд предлагает ей вывезти её из страны, но она отказывается.
Тем временем Гупта сообщает Карверу о том, что Бонд — британский разведчик, и что, более того, об этом знает Пэрис. Эллиот Карвер приказывает убить свою жену. Бонд же проникает в лабораторию Карвера и находит шифровальное устройство Гупты. Там же он встречает Вэй Лин. В лаборатории поднимается тревога. Бонд еле уходит от охраны и едет к себе в номер, где его ждёт засада. В номере Бонд обнаруживает убитую Пэрис, которую застрелил доктор Кауфман — профессиональный киллер на службе Карвера. Теперь он намеревается убить Бонда и сфабриковать улики так, будто бы сам Бонд убил Пэрис, а потом совершил самоубийство, однако тот с помощью своего сотового телефона, пускающего электрические разряды, убивает Кауфмана его же пистолетом. Затем головорезы Карвера пытаются убить Бонда в гараже гамбургского отеля, но он смог спастись при помощи пульта управления машиной в сотовом телефоне.
Во Вьетнаме Джеймс встречается с резидентом ЦРУ Джеком Уэйдом и возвращает им шифровальный прибор. Они узнают, что британский корабль был сбит с курса. С помощью Уэйда Бонд с аквалангом погружается в Южно-Китайское море и проникает на корабль. Там он едва не погибает от рук Вэй Лин, которая тоже была послана расследовать гибель британского корабля и китайского истребителя. Оба они обнаруживают пропажу ракеты и всплывают на поверхность, где их захватывает в плен Стампер. Оба агента попадают в центр Карвера во Вьетнаме, где Вэй Лин замечает китайского генерала Ченга. Карвер уже составил на обоих агентов некролог и приказывает Стамперу убить их. Однако Бонд и Вэй Лин удирают, спрыгнув с крыши медиа-центра Карвера. На Вэй Лин нападают неизвестные китайцы, проникнувшие в её убежище. Эти нападающие — люди генерала Ченга, который явно желает смерти Вэй Лин. Бонд и Лин узнают о корабле-призраке Карвера, который построен с использованием деталей, украденных при помощи генерала Ченга и невидим на всех радарах.
На лодке Вэй Лин они засекают корабль-невидимку в море и проникают туда. Но там их обнаруживают по видеонаблюдению. Стампер похищает Вэй Лин и пытается убить Бонда, однако тот инсценировал свою смерть, сбросив в воду мертвого охранника. Карвер рассказывает Вэй Лин о своем злодейском плане: спровоцировать войну между Китаем и Великобританией, уничтожив Пекин украденной ракетой, посадить на место лидера генерала Ченга и получить эксклюзивные права вещания в Китае на 50 лет, хотя правительства Китая и Великобритании прекрасно понимают, что они стали жертвой провокации алчного магната. Тем временем Бонд закладывает на корабле бомбу, берёт в заложники Гупту и требует обмена. Во время переговоров с Карвером один из его людей пытается убить Бонда, но тот успевает его увидеть и застрелить. Узнав о том, что ракета готова к запуску, Карвер вероломно убивает Гупту, а Бонд взрывает заложенную бомбу, пробив дыру в корпусе судна и сделав корабль-призрак видимым. Вэй Лин проникает в машинное отделение и, отстреливаясь от охраны, останавливает корабль, чтобы британские моряки могли спокойно его расстрелять. Карвер берёт Бонда на прицел и говорит о том, что усилия британского флота тщетны, они лишь уничтожат улики, а Пекин всё равно будет уничтожен. Бонд запускает подводный бур, потопивший британский корабль «Девоншир» и насквозь просверливает Карвера. Теперь его задача — обезвредить ракету, но его пытается остановить Стампер, взяв в заложники Вэй Лин. Та кидает ему детонаторы, которые помогут уничтожить ракету. Стампер отпускает связанную цепью Вэй Лин тонуть в воде, и между ним и Бондом завязывается драка. Бонд прижимает ногу Стампера ракетой, а тот насколько может не даёт ему уйти, чтобы погибнуть вместе. 007 вынимает нож из груди Стампера, разрезает свой жилет и прыгает в воду. Он освобождает Вэй Лин, а Стампер погибает от взрыва ракеты. Подплывают британские корабли, но Бонд и Вэй Лин не спешат обнаруживать себя и занимаются любовью на разбитом корабле.

## Название
Заголовок фильма «Tomorrow Never Dies» возник из череды одобренных ошибок:
- Британская поговорка «tomorrow never comes» (ср. с русской «завтра будет завтра») в устах Ринго Старра превратилась в «tomorrow never knows» («никогда не знаешь что будет завтра») и стала названием песни.
- Из названия популярной песни предполагался каламбур «Tomorrow never lies» («Завтра не врёт никогда»), подразумевающий также название газеты Карвера «Завтра»[2].
- Случайная опечатка (dies, а не lies) очень понравилась авторам фильма, и её сохранили в финальном варианте[3].

## В ролях
| Актёр             | Роль                                                                                                 |
| ----------------- | --- |
| Пирс Броснан      | Джеймс Бонд, Агент 007                                                                               |
| Джонатан Прайс    | Эллиот Карвер, медиамагнат, владелец Carver Media Group (CMGN)                                       |
| Мишель Йео        | Вей Лин, полковник Министерства государственной безопасности КНР — Второе бюро — зарубежные операции |
| Тери Хэтчер       | Пэрис Карвер, жена Карвера                                                                           |
| Рики Джей         | Генри Гупта, компьютерный гений, основоположник технического терроризма                              |
| Гёц Отто          | Стампер, подручный Карвера                                                                           |
| Джо Дон Бейкер    | Джек Уэйд, агент ЦРУ                                                                                 |
| Винсент Скьявелли | Доктор Кауфман, профессор судебной медицины, помощник Карвера, наёмный убийца                        |
| Джуди Денч        | M |
| Десмонд Ллевелин  | Q |
| Саманта Бонд      | Мисс Манипенни, секретарь М                                                                          |
| Колин Сэлмон      | Чарльз Робинсон                                                                                      |
| Джеффри Палмер    | адмирал Роубак                                                                                       |
| Майкл Бирн        | адмирал Келли HMS Bedford                                                                            |
| Рольф Саксон      | Филип Джонс                                                                                          |
| Джерард Батлер    | ведущий моряк HMS Devonshire                                                                         |
| Хью Бонневилль    | офицер на корабле HMS Bedford                                                                        |
| Майкл Дж. Уилсон  | Том Уилсон, член совета директоров Carver Media Group (CMGN) (в титрах не указан)                    |

## Награды
- 1998 — Номинация на премию «Золотой глобус» за лучшую песню — «Tomorrow Never Dies»
- 1998 — Премия «Golden Screen» за лучший фильм
- 1998 — Номинация на премию канала «MTV» за лучшую драку (Мишель Йео)
- 1998 — Номинация на премию канала «MTV» за лучшую экшн-сцену
- 1998 — Номинация на премию «European Film Awards» лучшему актёру (Пирс Броснан)
- 1998 — Премия «Сатурн» лучшему актёру (Пирс Броснан)
- 1998 — Номинация на премию «Сатурн» лучшей актрисе (Тэри Хэтчер)
- 1998 — Номинация на премию «Сатурн» лучшему композитору (Дэвид Арнольд)
- 1998 — Номинация на премию «Сатурн» за лучший фильм
- 1998 — Премия «BMI Film Music Award» лучшему композитору (Дэвид Арнольд)
- 1998 — Премия «Bogey Awards» (Германия) за лучший фильм
- 1998 — Премия «Monitor» за лучшие визуальные эффекты
- 1998 — Премия «Golden Reel Award» за лучший монтаж звука
- 1998 — Номинация на премию «Golden Satellite Award» за лучшую песню — «Tomorrow Never Dies»
- 1999 — Номинация на премию Grammy за лучшую песню — «Tomorrow Never Dies»

## Саундтрек
Вся музыкальная составляющая к 18-му фильму о Джеймсе Бонде была написана Дэвидом Арнольдом. Главная музыкальная тема была выбрана на конкурсной основе. Было около двенадцати представлений; в том числе песни от Swan Lee, Pulp, Saint Etienne, Marc Almond и Sheryl Crow. Среди желающих спеть в фильме была и шведская группа The Cardigans. Как говорила впоследствии Нина Перссон, солистка группы, в связи с большим гастрольным графиком и работой в студии им пришлось отказаться от кандидатуры на главную песню к фильму, о чем музыканты до сих пор очень сожалеют. По итогам отбора песню «Tomorrow Never Dies» спела Шерил Кроу, которую она написала совместно с Митчелл Фрум.

## Книга по фильму
В 1997 году Раймонд Бенсон написал одноимённый кинороман «Завтра не умрёт никогда».